# Europees bureau voor fraudebestrijding

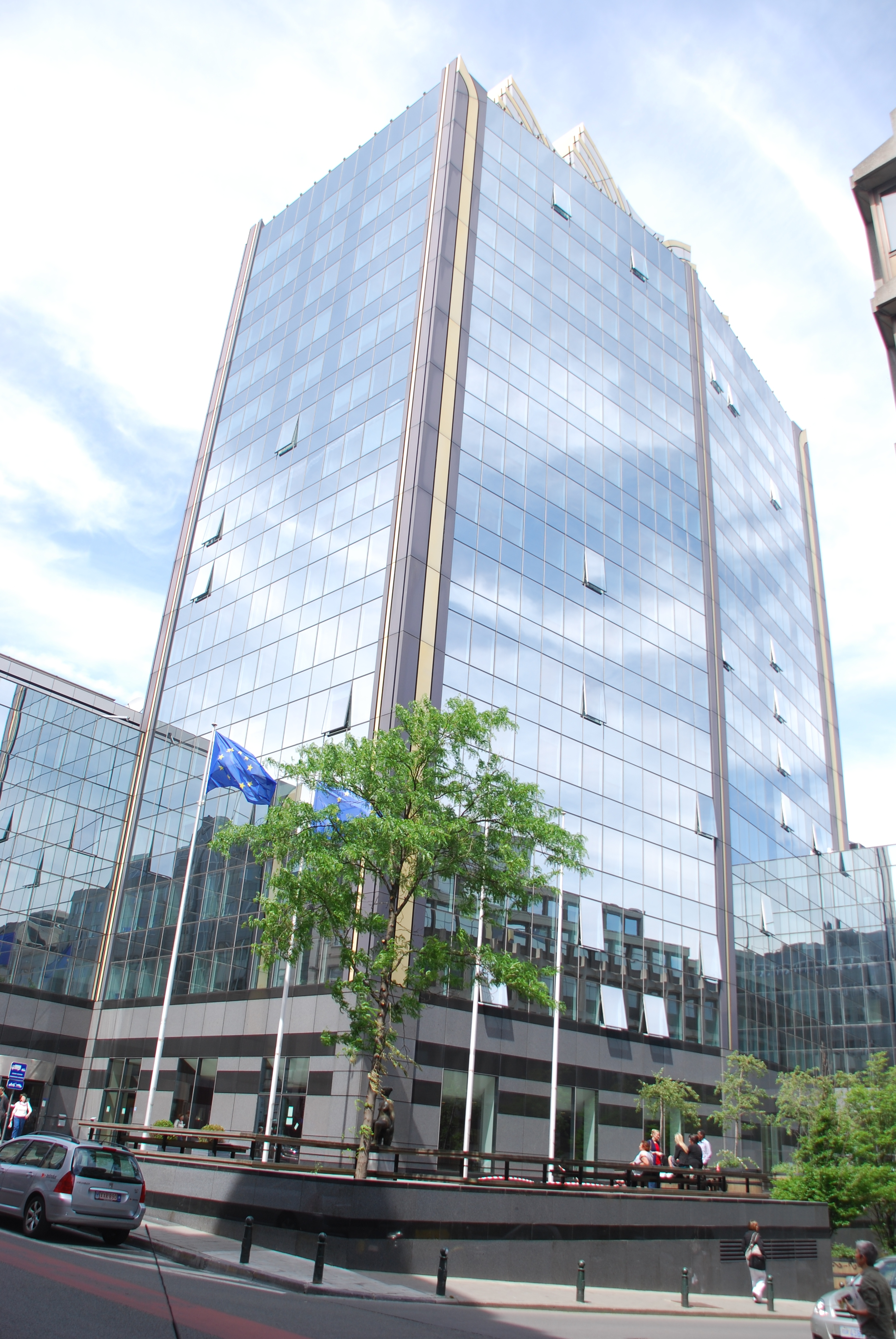
Kantoren van OLAF aan de Jozef II-straat, Brussel

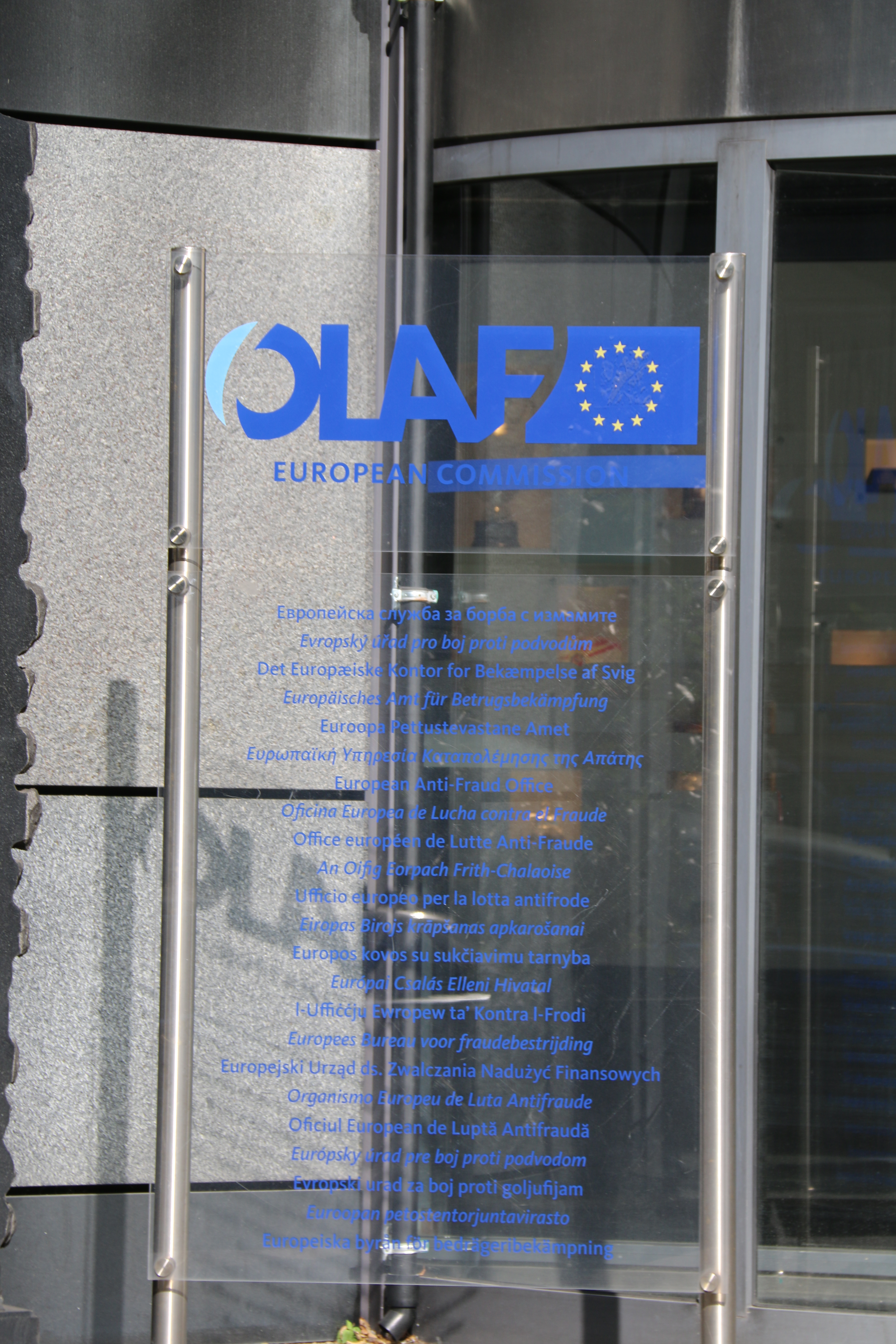
Kantoren van OLAF aan de Jozef II-straat, Brussel

Het Europees bureau voor fraudebestrijding, ook wel OLAF (naar de Franstalige naam Office Européen de la Lutte Antifraude), is een onafhankelijk EU-orgaan dat als enige bevoegd is om fraude, corruptie en andere onwettige praktijken met EU-middelen te onderzoeken en op te sporen. Daarnaast speelt OLAF een rol bij de samenwerking tussen de Commissie en de lidstaten op het gebied van fraudebestrijding.

## Geschiedenis
OLAF is bij besluit van de Europese Commissie van 28 april 1999 opgericht en verving daarmee de 'taskforce fraudebestrijding' (unité de coordination de la lutte antifraude, UCLAF). De rechtsgrondslag voor de oprichting was gelegen in artikel 280 van het EG-verdrag. Dit artikel bepaalt dat de Europese Gemeenschap en haar lidstaten fraude en andere illegale activiteiten moeten bestrijden die de financiële belangen van de Gemeenschap schaden. Na de inwerkingtreding van het Verdrag betreffende de werking van de Europese Unie (VwEU) is deze rechtsgrondslag te vinden in artikel 325 VwEU.
Op 1 oktober 2013 werden de werkzaamheden van OLAF ingrijpend aangepast. Er kwamen onder andere bepalingen over de rechten van de betrokken personen, en een jaarlijkse gedachtewisseling tussen OLAF en de instellingen van de Europese Unie. Ook moet elke lidstaat een coördinatiedienst voor fraudebestrijding instellen. Met het oog op deze aanpassingen wijzigde de Commissie op 27 september 2013 het oprichtingsbesluit.
De rol van OLAF in de fraudebestrijding is beperkt tot het voeren van administratief onderzoek naar fraude, corruptie en alle andere onwettige activiteiten waardoor de financiële belangen van de Europese Unie worden geschaad. Het kan deze fraude zowel binnen de lidstaten als binnen EU-organen onderzoeken en kan daarbij gebruik maken van controles en inspecties. 
OLAF zelf heeft noch op Europees niveau, noch in de lidstaten, strafvorderlijke bevoegdheden. Daardoor is het bureau bij de vervolging van fraude afhankelijk van de lidstaten. Bij fraude met EU-middelen gepleegd in een van de lidstaten zal dit weinig problemen opleveren, aangezien de betreffende lidstaat bevoegd zal zijn. Bij interne fraude in de Europese Unie zal er echter een keuze gemaakt moeten worden of en bij welk van de lidstaten de feiten het beste vervolgd kunnen worden.

## Directeur-generaal
In 2000 werd de Duitser Franz-Hermann Brüner directeur-generaal van OLAF en hij werd in 2006 herbenoemd, tegen de voorkeur van het Europees Parlement in. Hij stierf in 2010 en werd opgevolgd door de Italiaan Giovanni Kessler. In 2018 nam de Fin Ville Itälä het roer over.

## Rapportering
OLAF publiceert jaarlijks een rapport in het Engels, Duits en Frans. Uit het rapport van 2015 blijkt dat, net als voorgaande jaren, de meeste onderzoeken gaan over misbruiken in de Structuurfondsen (het Europees Fonds voor Regionale Ontwikkeling en het Europees Sociaal Fonds). Er werden 364 aanbevelingen verstrekt, met het oog op het recupereren van in totaal 888 miljoen euro. Naast het fraudeonderzoek organiseert OLAF ook gerichte campagnes om het smokkelen te bestrijden. OLAF dringt ook aan op het instellen van een Europese Officier van justitie, om fraudeplegers sneller en efficiënter te berechten.